# Laksative frugter
Laksative frugter er en fællesbetegnelse anvendt af diætister for (ofte tørrede) frugter med en afførende virkning. Laksative frugter gives ofte til patienter med forstoppelse og andre maveproblemer. De laksative frugter omfatter svesker, abrikoser, rosiner, dadler og figner. 
De laksative frugters egenskaber er beskrevet så tidligt som i 1600-tallet, hvor man i Christian 5.´s hoflæge Perlmanns fortegnelser kan læse, at "Kongen havde en forkærlighed for laksative frugter hvilket givetvis har bidraget til hans fine og linde afføring".